# ويليس أ. جورمان
ويليس أ. جورمان هو محامي وضابط وسياسي أمريكي، ولد في 12 يناير 1816 في فليمينغسبورغ في الولايات المتحدة، وتوفي في 20 مايو 1876 في سانت بول في الولايات المتحدة. نشط حزبياً في الحزب الديمقراطي. وقد انتخب عضو مجلس نواب إنديانا ‏ وانتخب عضو مجلس نواب مينيسوتا ‏ وانتخب عضو مجلس النواب الأمريكي (4 مارس 1849 – 3 مارس 1853).